# Gout Gout
Gout Gout (Ipswich, 29 dicembre 2007) è un velocista australiano, detentore del primato oceaniano dei 200 metri piani con il tempo di 20"02.

## Biografia

### Vita non agonistica
Gout è nato ad Ipswich, nel Queensland, da genitori di etnia dinka originari del Sudan del Sud che si erano trasferiti in Australia due anni prima della sua nascita. Secondo Bona, il padre di Gout, quando lui e la moglie Monica fuggirono dal Sudan del Sud verso l'Egitto, prima di trasferirsi in Australia, il cognome della famiglia fu scritto male durante la traslitterazione dall'arabo. La grafia corretta sarebbe infatti dovuta essere "Guot" o "Gwot". Tuttavia, a causa di tale imprecisione, "Gout" è rimasto il suo nome ufficiale.
Gout frequenta la Ipswich Grammar School, nel Queensland sud-orientale. Da giovane, prima di dedicarsi all'atletica leggera, giocava a calcio ed è cresciuto ammirando il suo calciatore preferito Cristiano Ronaldo.

### Carriera sportiva
Talento precoce, è già detentore dei record australiani under 16 sui 100 e sui 200 metri. Gout aveva già corso i 100 metri in 10,57 secondi all'età di soli 14 anni nel 2022. Nell'aprile dell'anno successivo, all'età di 15 anni, Gout batte per la prima volta il record australiano under 18 sui 200 metri. Corre la distanza in 20,87 secondi per vincere la finale under 18 dei 200 metri ai Campionati australiani di atletica leggera juniores a Brisbane nell'aprile 2023.
Gout sigla il record personale di 10,29 secondi nella finale dei 100 metri maschili under 18 per vincere i Campionati di atletica del Queensland a Brisbane, nel marzo 2024. Ha vinto anche il titolo australiano under 20 nei 100 metri ad Adelaide nell'aprile 2024, correndo in 10,48 secondi. Ha rappresentato l'Australia ai Campionati mondiali di atletica U20 del 2024 a Lima, in Perù, dove ha vinto la medaglia d'argento nei 200 metri nell'agosto 2024 con un nuovo record personale di 20,60 secondi (-0,7 m/s). Il 18 ottobre ha gareggiato ai campionati di atletica leggera GPS del 2024, vincendo i 100, i 200 e i 400 metri piani con tempi rispettivamente di 10,36 secondi, 20,86 secondi e 47,57 secondi.
Il 28 ottobre firma il suo primo contratto con Adidas. Nel mese di novembre 2024 durante i Campionati All-Schools del Queensland, fa registrare un nuovo tempo di 20,29 secondi nelle batterie dei 200 metri. Questa prestazione gli vale il record oceanico under 20, diventando il quarto australiano più veloce su questa distanza e il più veloce dal 1993. Questa prestazione lo ha posizionato al quarto posto nella classifica mondiale di tutti i tempi delle migliori prestazioni under 20, dietro Erriyon Knighton, Usain Bolt e Puripol Boonson.
Il 6 dicembre, durante i campionati australian di atletica leggera All Schools del 2024, ottiene il suo miglior tempo personale con un crono di 10,04 secondi (in presenza di un vento favorevole di 3,4 m/s) nei 100 metri per vincere la sua batteria. Si riconferma, questa volta con un tempo legale, vincendo la finale in 10,17 secondi, battendo il record australiano under 18 detenuto dal campione australiano in carica Sebastian Sultana. Il giorno dopo, nella finale dei 200 metri, Gout corre in 20,04 secondi. Questa prestazione diventa la seconda più veloce di sempre tra gli under 18 e rende Gout il secondo atleta under 18 a superare il record di Usain Bolt. Con questo tempo batte anche il record australiano, detenuto dal 1968 da Peter Norman.

## Record personali
| Specialità  | Tempo | Vento (m/s) | Luogo                    | Data             | Note                                                      |
| ----------- | ----- | ----------- | ------------------------ | ---------------- | --------------------------------------------------------- |
| 60 m piani  | 6"98  | +1,5        | Gold Coast, Australia    | 12 luglio 2024   |                                                           |
| 100 m piani | 10"17 | +0,9        | Brisbane, Australia      | 6 dicembre 2024  | Miglior prestazione oceaniana under 18                    |
| 100 m piani | 9"99  | +3,5        | Perth, Australia         | 10 aprile 2025   | w                                                         |
| 200 m piani | 20"02 | 0,0         | Ostrava, Repubblica Ceca | 24 giugno 2025   | Record oceaniano · Miglior prestazione oceaniana under 20 |
| 200 m piani | 19"84 | +2,2        | Perth, Australia         | 13 aprile 2025   | w                                                         |
| 400 m piani | 46"20 | -           | Brisbane, Australia      | 15 febbraio 2025 |                                                           |

## Palmarès
| Anno | Manifestazione | Sede | Evento      | Risultato | Prestazione | Note                                   |
| ---- | -------------- | ---- | ----------- | --------- | ----------- | -------------------------------------- |
| 2024 | Mondiali U20   | Lima | 200 m piani | Argento   | 20"60       | Miglior prestazione oceaniana under 18 |
| 2024 | Mondiali U20   | Lima | 4×100 m     | 5º        | 39"64       |                                        |

## Campionati nazionali
| Anno | Concorrenza                            | Luogo    | Posizione | Evento    | Tempo | Vento (m/s) |  |
| ---- | -------------------------------------- | -------- | --------- | --------- | ----- | ----------- |  |
| 2022 | Campionati australiani di atletica U16 | Sidney   | 6e        | 100 metri | 11,27 | -1,0        |  |
| 2022 | Campionati australiani di atletica U16 | Sidney   | 4e        | 200 metri | 22,35 | +0,9        |  |
| 2023 | Campionati australiani di atletica U18 | Brisbane | 1°        | 100 metri | 10,50 | +1,3        |  |
| 2023 | Campionati australiani di atletica U18 | Brisbane | 1°        | 200 metri | 20,87 | -0,1        |  |
| 2024 | Campionati australiani di atletica U20 | Adelaide | 1°        | 100 metri | 10,48 | +1,1        |  |
| 2024 | Campionati australiani di atletica U20 | Adelaide | 1°        | 200 metri | 20,97 | -1,0        |  |
| 2024 | Campionati australiani di atletica U18 | Adelaide | 1°        | 100 metri | 11,00 | -3,7        |  |
| 2024 | Campionati australiani di atletica U18 | Adelaide | 1°        | 200 metri | 21,23 | -2,2        |  |